# Pfarrernotbund
Pfarrernotbund ("Præsternes nødforbund") var en organisation grundlagt 21. september 1933 for at forene tyske protestantiske teologer, præster og andre med kirkelige embeder mod indførelsen af arierparagraffen i Deutsche Evangelische Kirche. Man var ligeledes mod rigsbiskop Ludwig Müllers og Deutsche Christens bestræbelser på at indlemme de tyske protestantiske kirker i den af nazi-ideologi dominerede Reichskirche, Rigskirke, der undsagde forbindelsen til den jødiske oprindelse. Oprettelsen af Pfarrernotbund kan betragtes som indledningen til den såkaldte "tyske kirkekamp", Kirchenkampf, under nationalsocialismen og som forløberen for dannelsen af Bekendelseskirken i 1934.